# Blowsight
Blowsight ist eine 2003 gegründete vierköpfige Rockband aus Stockholm, Schweden.

## Mitglieder
Die Band besteht aus Nick Red (Gesang; * 15. Oktober in Stockholm), Seb (Gitarre, Gesang; * 26. Juni in Stockholm), Fabz (Schlagzeug; * 23. Juni in Södermalm, Stockholms Län) und Mao (Bass; * 18. August in Stockholm). Bis 2011 war statt Mao noch Mini am Bass tätig.

## Geschichte
Blowsight wurde im Jahr 2003 gegründet. Im Jahr 2006 gewann das Quartett eine schwedische Song Competition, die ihnen ein Release ihrer EP I’ll Be Around über Sony/BMG ermöglichte, auf der auch das vielbeachtete Cover von Britney Spears’ Toxic erschien und innerhalb eines Monats in Schweden ausverkauft war. Es folgten im Rahmen des Release Konzerte mit Danzig und Life of Agony.
2007 erschien das Debütalbum Destination Terrorville in Schweden, 2009 auf Fastball Music in ganz Europa und wurde auf einer Europatour mit Cinema Bizarre beworben. 2010 veröffentlichte die Band ihr zweites Album Dystopia Lane. Es wurde als erstes Blowsight-Album in Japan über Spiritual Beast und in den USA veröffentlicht. Ebenfalls in diesem Jahr erschien das erste Video der Band zu Days of Rain.
2011 erschien die EP SheDevil, welche sich 10 Wochen in den MRC-Charts auf Platz 16 und 2 Wochen in den DAT 20 Charts auf Platz 19 hielt. Im Zuge dieses Releases spielten Blowsight auf den großen europäischen Festivals Wacken Open Air, Getaway und Masters of Rock sowie eine erste eigene Headlinertournee in Deutschland und Tschechien.
In Gedenken an die Opfer des Anschlags auf Utøya in Norwegen am 22. Juli 2011 veröffentlichte Blowsight mit dem schwedischen Rapper Pato Pooh den Titel Through These Eyes.
2012 erfolgte eine europaweite Tournee mit der Band Oomph!, welche auch zur Kollaboration von Dero (Leadsinger von Oomph!) und Blowsight in Form des Titels Invisible Ink führte. Im Anschluss an die Europatournee erscheint das neue Album Life & Death in Europa, USA und Japan.

## Diskografie

### Alben
- 2007: Destination Terrorville (Selbstveröffentlichung)
- 2010: Dystopia Lane (Fastball Music)
- 2012: Life & Death (Fastball Music, Eclipse Records)

### EPs
- 2005: Shed Evil (Selbstveröffentlichung)

- 2011: I’ll Be Around (Epic)